# چشمه رج
چشمه رج یک روستا در ایران است که در دهستان مود واقع شده‌است. چشمه رج ۱۰۴ نفر جمعیت دارد.